# Journal on European History of Law

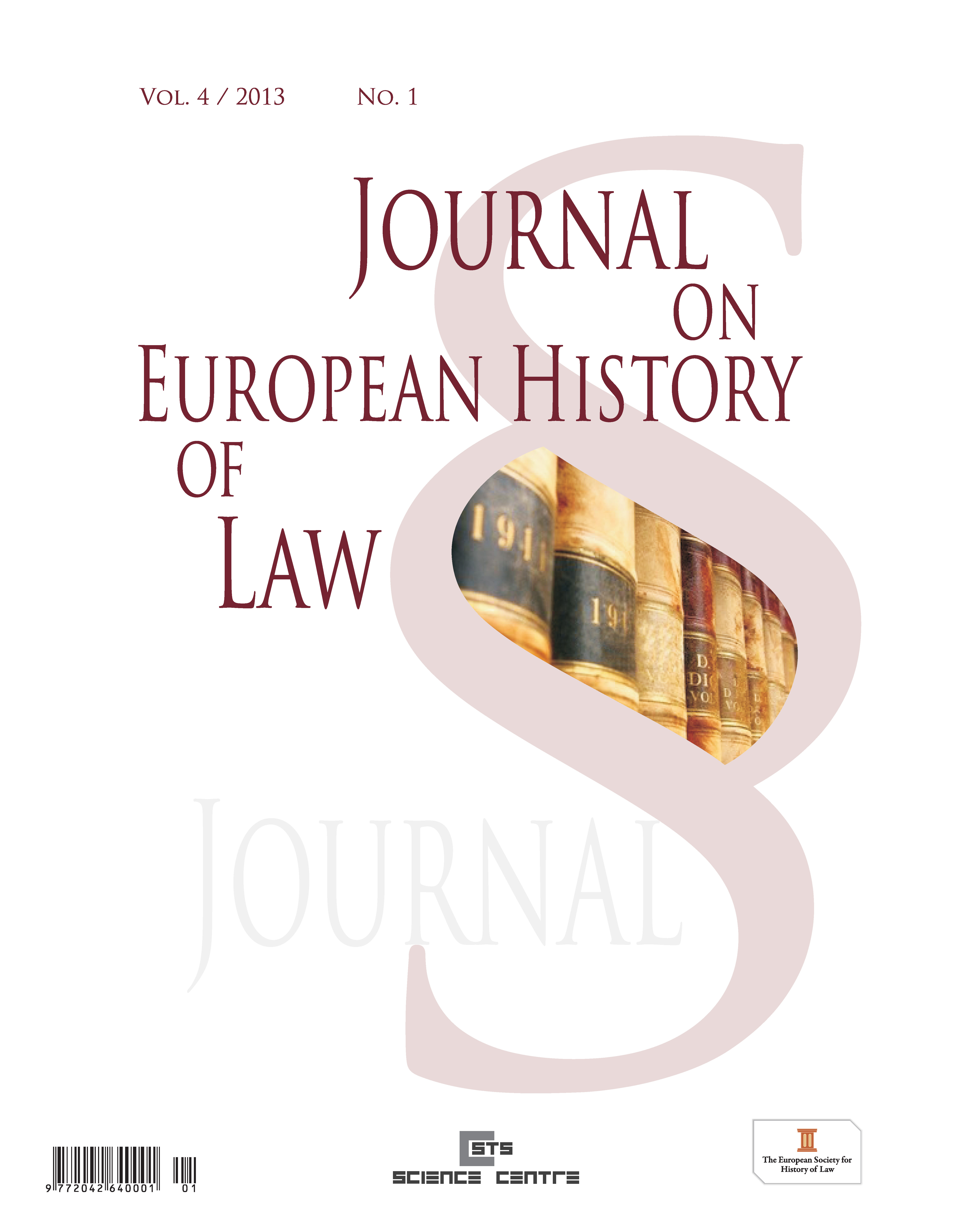
Journal on European History of Law – přední strana obálky

Journal on European History of Law (Časopis pro evropské právní dějiny) je odborný anglicky a německy psaný právněhistorický psaný pololetník. Je určen právním historikům a romanistům ze všech evropských zemí, kteří chtějí svým kolegům v zahraničí přiblížit výsledky své výzkumné činnosti v oblasti právní historie, římského práva a právního myšlení. Časopis rovněž otiskuje recenze právněhistorických knih a zprávy z oblasti právní historie. Vychází od roku 2010. Časopis vydává nakladatelství STS Science Centre Ltd. v Londýně, pro které vydání zajišťuje celoevropské právněhistorické sdružení The European Society for History of Law. Vydávání časopisu řídí redakční rada, příspěvky prochází recenzním řízením ISSN 2042-6402. Časopis je zařazen v databázi Scopus a ERIH PLUS Archivováno 23. 1. 2018 na Wayback Machine..

## Členové redakční rady
- Prof. Dr. Christian Baldus (Právnická fakulta, Universität Heidelberg, Německo)
- Daniela Buccomino, PhD (Dipartimento di Diritto pubblico italiano e sovranazionale, Universita degli Studi di Milano, Italy)
- JUDr. PhDr. Stanislav Balík (Fakulta právnická, Západočeská univerzita, Plzeň)
- prof. Dr. Mezey Barna (Eötvös-Loránd-University Budapest)
- ao. univ. prof. Dr. jur. Christian Neschwara (Rechtswissenschaftliche Fakultät, Universität Wien, Rakousko)
- doc. JUDr. PhDr. Jiří Bílý, CSc. (Metropolitní univerzita Praha)
- prof. JUDr. Jozef Beňa, CSc. (Právnická fakulta Univerzity Komenského v Bratislavě)
- Dr. Piotr Fiedorczyk (Faculty of Law, University of Białystok, Polsko)
- prof. Dr. Gábor Hamza (Eötvös-Loránd-University Budapest)
- Alberto Iglesias Garzón, Ph.D. (Charles III University of Madrid, Španělsko)
- prof. Dr. iur. Dr.phil. Thomas Gergen, MA, Maître en droit Universität des Saarlandes, Saarbrücken, SRN)
- JUDr. Vilém Knoll, Ph.D. (Fakulta právnická, Západočeská univerzita, Plzeň)
- JUDr. David Kolumber, Ph.D., Právnická fakulta Masarykovy univerzity, Brno
- prof. zw. dr hab. Adam Lityński (Faculty of Law, University of Silesia, Katovice, Polsko)
- doc. dr. sc. Ivan Kosnica  (Faculty of Law, University of  Zagreb, Chorvatsko)
- izv. prof. dr. sc. Mirela Kresic (Faculty of Law, University of Zagreb, Chorvatsko)
- doc. Dr. Olga Lysenko (Faculty of Law, Lomonosov Moscow State University, Rusko)
- Tony Murphy (Department of Law and Criminology, Sheffield Hallam University, Velká Británie)
- Dr. Dmitry Poldnikov (Faculty of Law, National Research University, Higher School of Economics, Moskva, Rusko)
- Dr Dr Guido Rossi (Edinburgh Law School - University of Edinburgh, Velká Británie)
- doc. JUDr. Karel Schelle, CSc. (Právnická fakulta Masarykovy univerzity, Brno)
- Dr. Magdolna Szűcs, Ph.D. (Faculty of Law, University of Novi Sad, Srbsko)
- Dr. Gábor Schweitzer, Ph.D. (Ústav právní vědy Maďarské akademie věd, Maďarsko)
- Adw. Ewa Stawicka (advokátka, Varšava, Polsko)
- JUDr. Bc. Jaromír Tauchen, Ph.D., LL.M. Eur. Integration (Dresden) Právnická fakulta Masarykovy univerzity, Brno
- prof. Dr. Wulf Eckart Voß, (Právnická fakulta, Universität Osnabrück, Německo)